# Président de la république du Bénin
Pour les articles homonymes, voir Président de la République.
Le président de la république du Bénin est le chef de l'État béninois.

## Fonction
Le président de la république du Bénin est le chef d’État et le chef du gouvernement béninois. Il incarne l'unité nationale, est le détenteur du pouvoir exécutif et le commandant en chef des armées.
Il est le garant de l'indépendance nationale, de l'intégrité territoriale et du respect de la constitution, des traités et accords internationaux. Il peut décréter  l’État de siège ou la loi martiale. Le président est également le premier magistrat de la nation, et peut accorder la grâce présidentielle aux prisonniers.
Il nomme le gouvernement, après avis consultatif du bureau de l’Assemblée nationale.

## Élection
Le président de la république du Bénin est élu au scrutin uninominal majoritaire à deux tours pour un mandat de cinq ans renouvelable une seule fois, de manière consécutive ou non. Est élu le candidat qui réunit la majorité absolue des suffrages exprimés au premier tour. À défaut, les deux candidats arrivés en tête s'affrontent lors d'un second tour organisé dans les quinze jours, et celui réunissant le plus de suffrages est déclaré élu. À la suite d'une révision constitutionnelle adoptée en novembre 2019, chaque candidat à la présidence se présente avec un colistier candidat à la vice présidence pour un mandat de cinq ans, chargé de mener à son terme le mandat du président en cas d'empêchement.
Les candidats doivent être de nationalité béninoise de naissance, ou l'avoir obtenue depuis au moins dix ans, résider au Bénin, être de « bonne moralité et d'une grande probité », jouir de leurs droits civils et politiques, être âgés de plus de 40 ans et de moins de 70 ans au moment de leur candidature, et jouir d'un état complet de bien-être physique et mental dûment constaté par un collège de trois médecins assermentés par la cour constitutionnelle. À ces conditions s'ajoutent depuis 2019 l'obligation de réunir les parrainages d'au moins 10 % du total des 83 députés et 77 maires du pays, soit 16 parrainages.
Le mandat du nouveau président de la République prend effet à la date d'expiration du mandat de son prédécesseur. Avant de faire son entrée en fonction, le président de la République prête serment.